# Gare de Gaillon - Aubevoye
Gare de Gaillon - Aubevoye vasútállomás Franciaországban, Aubevoye településen.

## Vasútvonalak
Az állomást az alábbi vasútvonalak érintik:
- Párizs–Le Havre-vasútvonal

## Kapcsolódó állomások
A vasútállomáshoz az alábbi állomások vannak a legközelebb:
- Gare de Saint-Pierre-du-Vauvray
- Gare de Vernon